# Asceles
Asceles is een geslacht van Phasmatodea uit de familie Diapheromeridae. De wetenschappelijke naam van dit geslacht is voor het eerst geldig gepubliceerd in 1908 door Redtenbacher.

## Soorten
Het geslacht Asceles omvat de volgende soorten:
- Asceles adspirans Redtenbacher, 1908
- Asceles annandalei Günther, 1938
- Asceles artabotrys Thanasinchayakul, 2006
- Asceles bispinus Redtenbacher, 1908
- Asceles brevicollis Redtenbacher, 1908
- Asceles brevipennis Redtenbacher, 1908
- Asceles caecius Chen & He, 1999
- Asceles certus Redtenbacher, 1908
- Asceles civilis Redtenbacher, 1908
- Asceles clavatus Chen & Wang, 1998
- Asceles cornucervi Redtenbacher, 1908
- Asceles diadema Redtenbacher, 1908
- Asceles dipterocarpus Thanasinchayakul, 2006
- Asceles dorsalis Redtenbacher, 1908
- Asceles elongatus Redtenbacher, 1908
- Asceles gadarama (Westwood, 1859)
- Asceles glaber Günther, 1938
- Asceles gracillimus Werner, 1934
- Asceles heros Redtenbacher, 1908
- Asceles icaris (Stål, 1877)
- Asceles larunda (Westwood, 1859)
- Asceles lineatus Redtenbacher, 1908
- Asceles longipes Redtenbacher, 1908
- Asceles malaccae (Saussure, 1868)
- Asceles mancinus (Westwood, 1859)
- Asceles margaritatus Redtenbacher, 1908
- Asceles mecheli Redtenbacher, 1908
- Asceles nigrogranosus (Stål, 1877)
- Asceles obsoletus Redtenbacher, 1908
- Asceles opacus Redtenbacher, 1908
- Asceles panteli Redtenbacher, 1908
- Asceles penicillatus Redtenbacher, 1908
- Asceles pumila Werner, 1934
- Asceles rufescens (Redtenbacher, 1908)
- Asceles rulanda
- Asceles rusticus Redtenbacher, 1908
- Asceles scabra (Stål, 1877)
- Asceles tanarata
- Asceles validus Redtenbacher, 1908
- Asceles villosus Redtenbacher, 1908